# Зиедонис, Имант Янович
И́мант Я́нович Зи́едонис (латыш. Imants Ziedonis; 3 мая 1933, Юрмала — 27 февраля 2013, Рига) — латышский поэт, прозаик (его творчество в латышской литературе выделено в отдельный жанр «эпифании» — «поэзии в формате прозы»). Народный поэт Латвийской ССР (1977).

## Биография
Родился 3 мая 1933 года в Слокской волости Рижского уезда.
Окончил Тукумскую среднюю школу (1952). Трудился культработником в санатории, рабочим по ремонту дорог, грузчиком, библиотекарем, учителем. В 1959 году окончил филологический факультет Латвийского государственного университета имени П. Стучки и в 1964 году — Высшие литературные курсы при Институте мировой литературы им. А. М. Горького.
Публиковался с 1961 года. С 1965 года — секретарь правления Союза советских писателей Латвии. В 1974 году вступил в КПСС.
Публицист, некоторое время занимался политикой. Был членом правления Союза писателей СССР, членом редколлегии журнала «Дружба народов», членом Совета по делам детской литературы Союза писателей СССР.
Избирался депутатом Верховного Совета Латвийской ССР 11-го созыва; являлся членом комиссии по народному образованию, науке и культуре Верховного Совета Латвийской ССР.
В 2000 году вместе с переводчиком Абрамом Фельдхуном стал первым лауреатом Латвийской премии года по литературе за жизненный вклад.
Был женат на актрисе театра «Дайлес» Аусме Кантане (1941—2022).
Умер 27 февраля 2013 года в Риге. Похоронен в Рагациемсе.

## Творчество и взгляды
Творчество Зиедониса проникнуто идеалом гармонической личности: «Если бы мы могли сблизить в своих детях то здоровое восприятие природы, которым обладает горный охотник, с пониманием симфоний Прокофьева и урбанистических картин, с умением ориентироваться в кибернетике и других современных науках…» — мечтал он.
Одним из первых деятелей культуры в восстановившей независимость Латвии он выразил тревогу о быстром размывании национальных ценностей:

«На наш двор приходит рынок. И культурное достояние становится товаром. Международный передел ценностей превращает латышский хлеб с маслом в бутерброд с маргарином. Оливки вытесняют толченую коноплю, пицца — ватрушку, а дундагские грибы лисички становятся европейским деликатесом. Информационный сквозняк вздувает у наших скромниц юбки и вносит сумятицу в красивые головки под национальными веночками: скромничать или флиртовать? Наши „Мисс Латвия“ с выбритыми лобками идут на мировом рынке первым сортом. Дьявол дивится, как легко уступают ему народные представления о Матери ветра, леса, земли, о Маре и Лайме. Дети и застрявшая в младенчестве молодежь почти ничего не знают о ценностях своего народа. Валютный курс определяет ракурсы фото, кино и прочее».
Оригинальный текст (латыш.)Starptautiskā tirgus kustības un vērtību starptautiskā pārdale latvisko sviestmaizi pārvērš margarīnmaizē, olīvas nomaina kaņepju sviesta staku un pica sklandu rausi, bet Dundagas gailene kļūst par Eiropas delikatesi. Informācijas caurvējš ceļ tautu meitām brunčus gaisā un jauc smukās, vainadziņiem stīpotās galviņas: kautrēties vai flirtēt? Mislatvijas izskūtiem cirksnīšiem pasaule pērk par pirmo zorti. (…) Sātans brīnās, cik vieglu roku baznīca tam novēl tautas vēja, meža un zemes mātes, Māru un Laimu tādus brīnišķīgus tautā izsenis cildeni pārdzīvotus dievaspektus. Bērni un bērnišķi ieilguši jaunieši gandrīz neko nezina par savas tautas vērtībām (…). Naudas kurss nosaka foto, kino un citus rakursus, kursus un ekskursijas.

## Культурное влияние
Песня «Чужой» на стихи Зиедониса в переводе Р. Добровенского стала популярной в исполнении А. Мисина.
По его сценарным работам на Рижской киностудии были сняты два фильма: «Мальчуган» (1977) и «Вей, ветерок!» (1973).

## Награды и звания
СССР
- Лауреат Государственной премии Латвийской ССР (1967)
- Лауреат премии Ленинского комсомола Латвии
- Заслуженный работник культуры Латвийской ССР (1972)
- Народный поэт Латвийской ССР (1977)
- Орден Дружбы народов (1983)

Латвия
- Орден Трёх звёзд II степени (1995).
- Крест Признания I степени (2008)[3].